# Arteriviridae

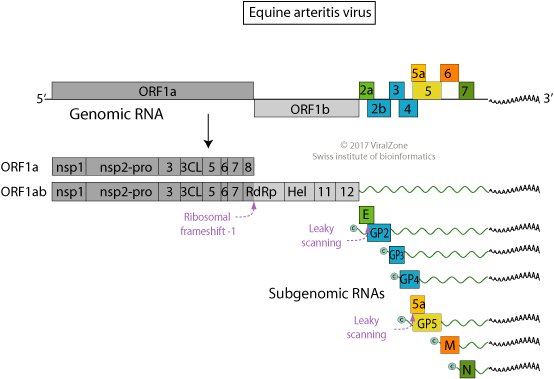
Genom-Diagramm der Spezies Equine arteritis virus

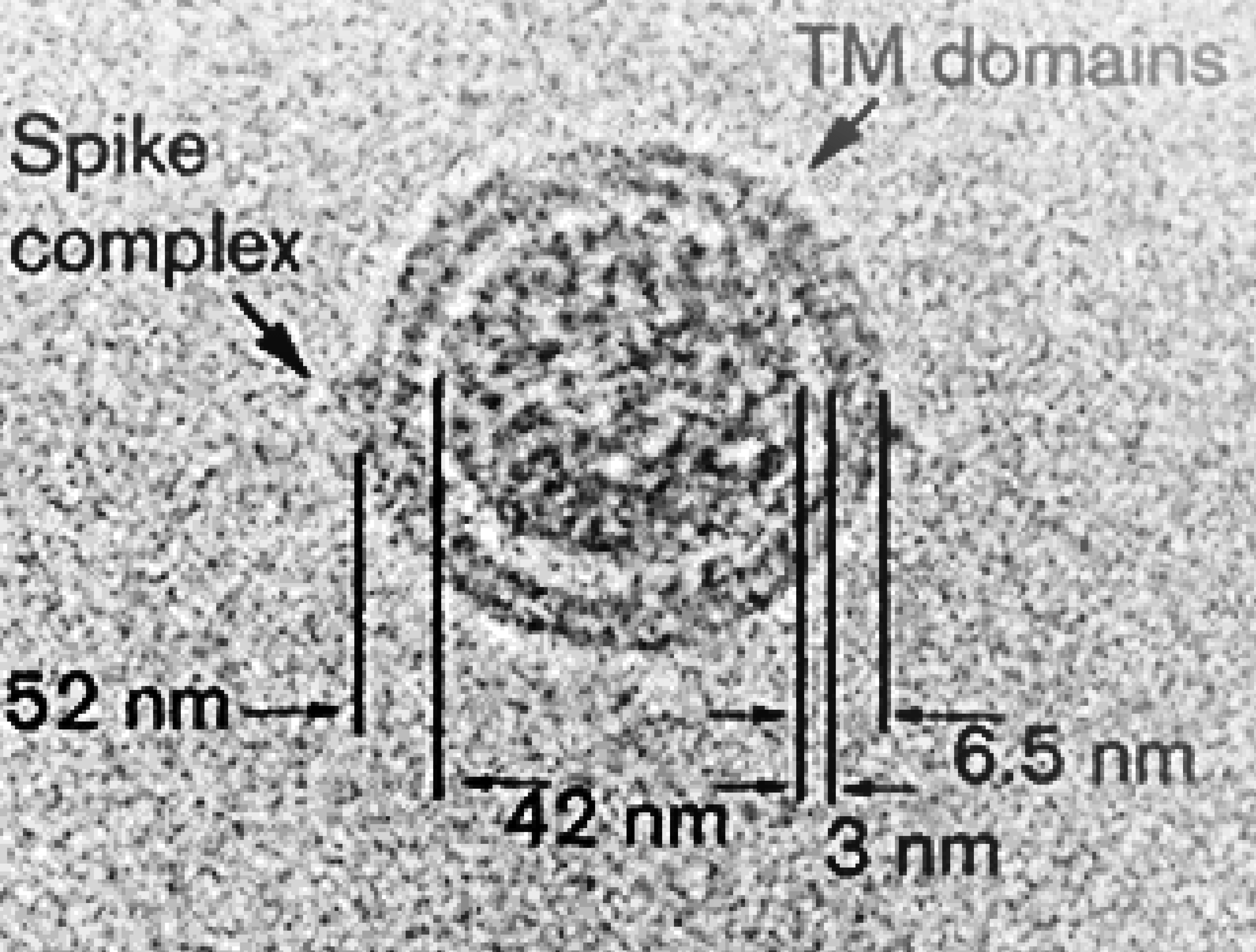
Cryo-EM-Bild eines Virions der Spezies Porcine reproductive and respiratory syndrome virus 2

Die Arteriviridae sind eine Familie behüllter Viren innerhalb der Ordnung Nidovirales. Der Name Arteriviridae ist von der Krankheit „Equine Arteritis“ abgeleitet, welche durch ein Virus aus dieser Familie ausgelöst wird.

## Virusstruktur
Die Virionen haben einen Durchmesser von ca. 45 bis 60 nm. Das ikosaedrische oder sphärische Nukleokapsid ist von einer Membranhülle umgeben, welche unter anderem folgende Virusproteine enthält:
- E (envelope, engl.: Umschlag)
- GP2
- GP3
- GP4
- GP5
- M (Matrixprotein)

GP steht hier für Glykoprotein.

## Genom
Arteriviren haben ein Genom von 12,7 bis 15,7 kb Länge, das als Einzelstrang-RNA mit positiver Polarität vorliegt. Positive Polarität bedeutet, dass die Virus-RNA in der Wirtszelle direkt als mRNA wirken kann. Die Virus-RNA wird von einem helikalen Kapsid umhüllt.

## Replikation
Die Replikation findet im Cytoplasma in enger Assoziation mit dem endoplasmatischen Retikulum (ER) der Wirtszelle statt. Der Zusammenbau der Virionen und das Budding erfolgt an intrazellulären Membranen, sehr wahrscheinlich am ER.
Die fertigen Virionen (Viruspartikel) werden durch Exocytose freigesetzt.

## Wirte
Die Arteriviren infizieren, je nach Virus-Spezies: Pferde, Schweine, Mäuse und Affen.

## Eigenschaften
Eine Gemeinsamkeit der Virus-Spezies innerhalb der Arteriviridae sind ihre Zielzellen, also die Zellen, in denen sich das Virus vermehrt. Arteriviren infizieren vor allem die Makrophagen in der Lunge. Zudem können die Viren im Körper der betreffenden Tierart persistieren.

## Systematik
Systematik der Familie (Stan Mitte April 2024):
Familie Arteriviridae
- Unterfamilie Crocarterivirinae

- Gattung Muarterivirus

- Spezies Muarterivirus afrigant mit Olivier's shrew virus 1

- Unterfamilie Equarterivirinae (Wirte: Pferde)

- Gattung Alphaarterivirus (früher Equartevirus)

- Spezies Alphaarterivirus equid mit Equine Arteritis Virus (EAV), Auslöser der Equinen Arteritis

- Unterfamilie Heroarterivirinae (Wirte: Ratten, Gambia)

- Gattung Lambdaarterivirus

- Spezies Lambdaarterivirus afriporav mit African pouched rat arterivirus (APRAV)

- Unterfamilie Simarterivirinae (Wirte: Affen, frühere Gattung Simartevirus[9])

- Gattung Deltaarterivirus

- Untergattung Hedartevirus

- Spezies Deltaarterivirus hemfev mit Simian hemorrhagic fever virus (SHFV)

- Gattung Epsilonarterivirus

- Untergattung Sheartevirus

- Spezies Epsilonarterivirus hemcep mit Simian hemorragic fever virus (SHEV)
- Spezies Epsilonarterivirus safriver mit Free State vervet virus (FSVV)
- Spezies Epsilonarterivirus zamalb mir Zambian malbrouck virus 1 (ZMbV-1)

- Gattung Etaarterivirus

- Spezies Etaarterivirus ugarco 1 mit Kibale red colobus virus 2 (KRCV-2)

- Gattung Iotaarterivirus

- Untergattung Debiartevirus

- Spezies Iotaarterivirus debrazmo mit DeBrazza's monkey arterivirus (DeBMAV)

- Untergattung Kigiartevirus

- Spezies Iotaarterivirus kibreg 1 mit Kibale red-tailed guenon virus 1 (KRTGV-1)

- Untergattung Peiartevirus (früher Pedartevirus)

- Spezies Iotaarterivirus pejah mit Pebjah virus (PBJV)

- Gattung Thetaarterivirus

- Untergattung Kaftartevirus

- Spezies Thetaarterivirus kafuba mit Kafue kinda chacma baboon virus (KKCBV)

- Untergattung Mitartevirus

- Spezies Thetaarterivirus mikelba 1 mit Mikumi yellow baboon virus 1 (MYBV-1)

- Gattung Zetaarterivirus

- Spezies Zetaarterivirus ugarco 1 mit Kibale red colobus virus 1 (KRCV-1)

- Gattung nicht klassifiziert

- Spezies „Southwest baboon virus 1“ (SWBV-1), vorgeschlagen (mutmaßlich zu Simarterivirinae, siehe auch Kladogramm unten)

- Unterfamilie Variarterivirinae (Wirte u. a. Ratten)

- Gattung Betaarterivirus

- Untergattung Ampobartevirus

- Spezies Betaarterivirus suid 2 mit Porcine reproductive and respiratory syndrome virus 2 (PRRSV-2)

- Untergattung Chibartevirus

- Spezies Betaarterivirus chinrav 1 mit RtMruf arterivirus (RtMrufAV)
- Spezies Betaarterivirus ninrav mit RtClon arterivirus (RtClonAV)
- Spezies Betaarterivirus sheoin mit RtEi arterivirus (RtEiAV)

- Untergattung Eurpobartevirus

- Spezies Betaarterivirus suid 1 mit Porcine reproductive and respiratory syndrome virus 1 (PRRSV-1)

- Gattung Gammaarterivirus

- Spezies Gammaarterivirus lacdeh mit Lactate dehydrogenase-elevating virus (LDV)

- Gattung Nuarterivirus

- Spezies Nuarterivirus guemel mit RtClan arterivirus (RtClanAV)

- Unterfamilie Zealarterivirinae (zuerst gefunden in Neuseeland, frühere Gattung  Nesartevirus)

- Gattung Kappaarterivirus

- Spezies Kappaarterivirus wobum mit Wobbly possum disease virus (WPDV)

- Unterfamilie nicht klassifiziert (Auswahl, Vorschläge)[14]

- Spezies „Bamboo rat arterivirus“
- Spezies „Hainan hebius popei arterivirus“
- Spezies „Hedgehog arterivirus“
- Spezies „Pelodiscus sinensis respiratory and hemorrhagic syndrome virus“
- Spezies „Praja virus“
- Spezies „Southwest baboon virus 1“

Aufgrund der Reorganisation dieser Familie gibt es die früheren Gattungen Dipartevirus, Nesartevirus, Porartevirus und Simartevirus nicht mehr.
Im folgenden Kladogramm nach Mang Shi et al. (2016) wurden die Bezeichnungen gemäß ICTV MSL #38v3 (Stand März 2024) aktualisiert:
|  | Betaarterivirus: Porcine reproductive and respiratory syndrome virus 1, 2 |
|  |                                                                           |
|  | Gammaarterivirus: Lactate dehydrogenase-elevating virus                   |
|  |                                                                           |

|  | Deltaarterivirus: Hedartevirus (Simian hemorrhagic fever virus)                                                               |
|  | |
|  | \| \| „Southwest baboon virus 1“ \| \| \| \| \| \| Iotaarterivirus: Debiartevirus (DeBrazza's monkey arterivirus) \| \| \| \| |
|  | |
|  | „Southwest baboon virus 1“ |
|  | |
|  | Iotaarterivirus: Debiartevirus (DeBrazza's monkey arterivirus)                                                                |
|  | |

|  | „Southwest baboon virus 1“                                     |
|  |                                                                |
|  | Iotaarterivirus: Debiartevirus (DeBrazza's monkey arterivirus) |
|  |                                                                |

|  | Betaarterivirus: Porcine reproductive and respiratory syndrome virus 1, 2 |
|  |                                                                           |
|  | Gammaarterivirus: Lactate dehydrogenase-elevating virus                   |
|  |                                                                           |

|  | Deltaarterivirus: Hedartevirus (Simian hemorrhagic fever virus)                                                               |
|  | |
|  | \| \| „Southwest baboon virus 1“ \| \| \| \| \| \| Iotaarterivirus: Debiartevirus (DeBrazza's monkey arterivirus) \| \| \| \| |
|  | |
|  | „Southwest baboon virus 1“ |
|  | |
|  | Iotaarterivirus: Debiartevirus (DeBrazza's monkey arterivirus)                                                                |
|  | |

|  | „Southwest baboon virus 1“                                     |
|  |                                                                |
|  | Iotaarterivirus: Debiartevirus (DeBrazza's monkey arterivirus) |
|  |                                                                |

|  | Betaarterivirus: Porcine reproductive and respiratory syndrome virus 1, 2 |
|  |                                                                           |
|  | Gammaarterivirus: Lactate dehydrogenase-elevating virus                   |
|  |                                                                           |

|  | Deltaarterivirus: Hedartevirus (Simian hemorrhagic fever virus)                                                               |
|  | |
|  | \| \| „Southwest baboon virus 1“ \| \| \| \| \| \| Iotaarterivirus: Debiartevirus (DeBrazza's monkey arterivirus) \| \| \| \| |
|  | |
|  | „Southwest baboon virus 1“ |
|  | |
|  | Iotaarterivirus: Debiartevirus (DeBrazza's monkey arterivirus)                                                                |
|  | |

|  | „Southwest baboon virus 1“                                     |
|  |                                                                |
|  | Iotaarterivirus: Debiartevirus (DeBrazza's monkey arterivirus) |
|  |                                                                |

|  | Betaarterivirus: Porcine reproductive and respiratory syndrome virus 1, 2 |
|  |                                                                           |
|  | Gammaarterivirus: Lactate dehydrogenase-elevating virus                   |
|  |                                                                           |

|  | Deltaarterivirus: Hedartevirus (Simian hemorrhagic fever virus)                                                               |
|  | |
|  | \| \| „Southwest baboon virus 1“ \| \| \| \| \| \| Iotaarterivirus: Debiartevirus (DeBrazza's monkey arterivirus) \| \| \| \| |
|  | |
|  | „Southwest baboon virus 1“ |
|  | |
|  | Iotaarterivirus: Debiartevirus (DeBrazza's monkey arterivirus)                                                                |
|  | |

|  | „Southwest baboon virus 1“                                     |
|  |                                                                |
|  | Iotaarterivirus: Debiartevirus (DeBrazza's monkey arterivirus) |
|  |                                                                |

|  | Betaarterivirus: Porcine reproductive and respiratory syndrome virus 1, 2 |
|  |                                                                           |
|  | Gammaarterivirus: Lactate dehydrogenase-elevating virus                   |
|  |                                                                           |

|  | Deltaarterivirus: Hedartevirus (Simian hemorrhagic fever virus)                                                               |
|  | |
|  | \| \| „Southwest baboon virus 1“ \| \| \| \| \| \| Iotaarterivirus: Debiartevirus (DeBrazza's monkey arterivirus) \| \| \| \| |
|  | |
|  | „Southwest baboon virus 1“ |
|  | |
|  | Iotaarterivirus: Debiartevirus (DeBrazza's monkey arterivirus)                                                                |
|  | |

|  | „Southwest baboon virus 1“                                     |
|  |                                                                |
|  | Iotaarterivirus: Debiartevirus (DeBrazza's monkey arterivirus) |
|  |                                                                |

|  | Betaarterivirus: Porcine reproductive and respiratory syndrome virus 1, 2 |
|  |                                                                           |
|  | Gammaarterivirus: Lactate dehydrogenase-elevating virus                   |
|  |                                                                           |

|  | Deltaarterivirus: Hedartevirus (Simian hemorrhagic fever virus)                                                               |
|  | |
|  | \| \| „Southwest baboon virus 1“ \| \| \| \| \| \| Iotaarterivirus: Debiartevirus (DeBrazza's monkey arterivirus) \| \| \| \| |
|  | |
|  | „Southwest baboon virus 1“ |
|  | |
|  | Iotaarterivirus: Debiartevirus (DeBrazza's monkey arterivirus)                                                                |
|  | |

|  | „Southwest baboon virus 1“                                     |
|  |                                                                |
|  | Iotaarterivirus: Debiartevirus (DeBrazza's monkey arterivirus) |
|  |                                                                |

|  | Betaarterivirus: Porcine reproductive and respiratory syndrome virus 1, 2 |
|  |                                                                           |
|  | Gammaarterivirus: Lactate dehydrogenase-elevating virus                   |
|  |                                                                           |

|  | Deltaarterivirus: Hedartevirus (Simian hemorrhagic fever virus)                                                               |
|  | |
|  | \| \| „Southwest baboon virus 1“ \| \| \| \| \| \| Iotaarterivirus: Debiartevirus (DeBrazza's monkey arterivirus) \| \| \| \| |
|  | |
|  | „Southwest baboon virus 1“ |
|  | |
|  | Iotaarterivirus: Debiartevirus (DeBrazza's monkey arterivirus)                                                                |
|  | |

|  | „Southwest baboon virus 1“                                     |
|  |                                                                |
|  | Iotaarterivirus: Debiartevirus (DeBrazza's monkey arterivirus) |
|  |                                                                |

|  | Betaarterivirus: Porcine reproductive and respiratory syndrome virus 1, 2 |
|  |                                                                           |
|  | Gammaarterivirus: Lactate dehydrogenase-elevating virus                   |
|  |                                                                           |

|  | Deltaarterivirus: Hedartevirus (Simian hemorrhagic fever virus)                                                               |
|  | |
|  | \| \| „Southwest baboon virus 1“ \| \| \| \| \| \| Iotaarterivirus: Debiartevirus (DeBrazza's monkey arterivirus) \| \| \| \| |
|  | |
|  | „Southwest baboon virus 1“ |
|  | |
|  | Iotaarterivirus: Debiartevirus (DeBrazza's monkey arterivirus)                                                                |
|  | |

|  | „Southwest baboon virus 1“                                     |
|  |                                                                |
|  | Iotaarterivirus: Debiartevirus (DeBrazza's monkey arterivirus) |
|  |                                                                |